# كولي

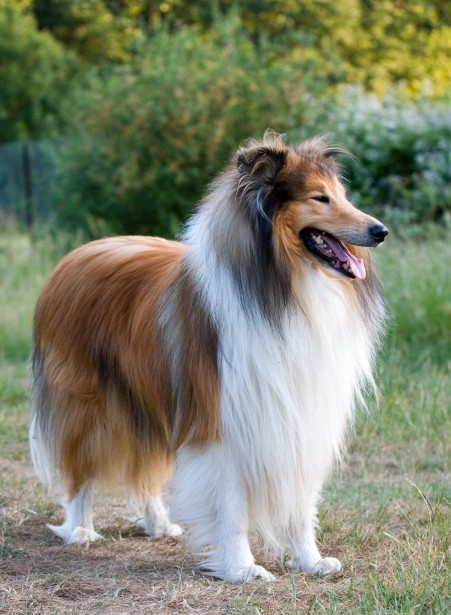
كولي أهلب

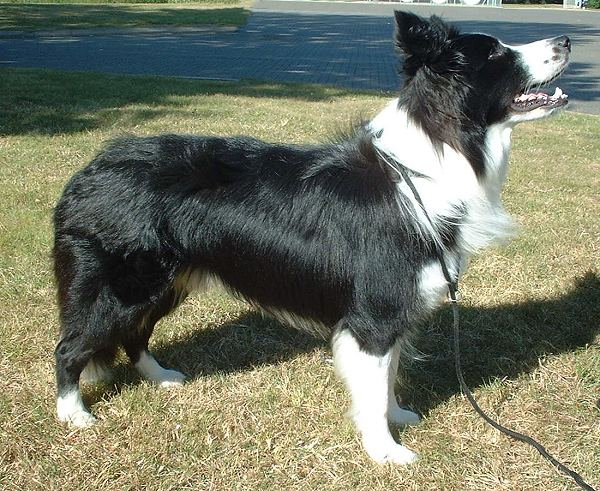
كولي الحدود

الكُولِيّ نوعٌ مميز من كلاب الرعي، يتضمن العديد من السلالات المحلية والسلالات الموحدة. نشأ النوع في إسكتلندا وشمال إنجلترا . الكولي هي كلاب متوسطة الحجم خفيفة البنية ذات أنف مدبب. العديد من الأنواع لها لون أبيض مميز على الكتفين. الكولي نشط للغاية ورشيق ومعظم أنواعه لديها غريزة قوية جدًا في الرعي. انتشرت سلالات الكولي في أجزاء كثيرة من العالم (خاصة أستراليا وأمريكا الشمالية ) ، وتنوعت في العديد من الأصناف ، مختلطة أحيانًا مع أنواع الكلاب الأخرى.